# Улица Андрея Сахарова (Рига)
У́лица Андре́я Са́харова (латыш. Andreja Saharova iela) расположена в Латгальском предместье Риги, в микрорайоне Плявниеки. Проходит в северном направлении от улицы Лубанас, где является продолжением улицы Катлакална, до перекрёстка с улицей Августа Деглава. Длина улицы — 1642 метра.
Проложена в 1978 году, первоначально носила имя Феликса Дзержинского. Переименована в 1991 году в честь учёного и диссидента А. Д. Сахарова (1921—1989). Застройка многоэтажная.
В июне 2022 года Центр государственного языка Латвии одобрил предложения о переименовании улиц города Риги, которые получили названия в честь российских деятелей культуры и ученых. Планируется переименовать и улицу Андрея Сахарова. Соответствующее предложение уже подано в Рижскую думу.

## Транспорт
На всём протяжении имеет асфальтовое покрытие. Проезжая часть имеет по 2 полосы движения в каждом направлении и разделительную полосу. По улице курсирует ряд маршрутов городского транспорта.

## Прилегающие улицы
- Улица Катлакална
- Улица Лубанас
- Павасара гатве
- Улица Тинужу
- Улица Праулиенас
- Улица Руденс
- Улица Ясмуйжас
- Улица Бралю Каудзишу
- Улица Земес
- Улица Плявниеку
- Улица Дравниеку
- Улица Августа Деглава